# Patrick Bissell
Walter Patrick Bissell (ur. 1 grudnia 1957 w USA, zm. 28 grudnia 1987 w USA) – amerykański tancerz baletowy. Zmarł z powodu przedawkowania narkotyków (prawdopodobnie samobójstwo).